# 阿久津忠男
阿久津 忠男（あくつ ただお、1950年（昭和25年）3月17日 - ）は日本の栃木県芳賀郡益子町の「益子焼」の陶芸家である。
主に手びねりで形成し、轆轤も使用しながら、吸い込まれるような深い瑠璃色を持つ「瑠璃釉」を用いた器が特徴である。
子は同じく陶芸家の阿久津雅土。

## 経歴
1950年（昭和25年）3月17日、栃木県高根沢町に生まれる。群馬県高崎市、そして中学3年と高校1年の時に栃木県足利市で育つ。
栃木県立栃木高等学校を卒業し青山学院大学経済学部経済学科に入学。
1972年（昭和47年）に青山学院大学を卒業した時に「生まれてから大学卒業するまで積み重ねたものを全て0にして、何にもない荒れ地でちっぽけな種である自分がどう育ち何になるのか見届けるため」、そして「土を耕しながら暮らし、何も無いところからものを作りたい」という「自然に湧き上がった欲求」に従って「やきものの道」を歩み始めた。
そして栃木県窯業指導所（現・栃木県産業技術センター 窯業技術支援センター）に入所し、卒業後、1973年（昭和48年）近代陶芸家の廣崎裕哉に師事。
1975年（昭和50年）に栃木県益子町上大羽に築窯し独立。
現在は「創作工房あくつ」として作陶活動を行う。
灰釉や糠釉を用いた器も作陶していたが、もともと藍色が好きであり、目が覚めるような独特の藍色を魅せる器の釉薬を正倉院の面取瑠璃碗にあやかり「瑠璃釉」と名付けた。
その瑠璃色は実業家である仁平透にこれ以上に綺麗な青はないのではないか」と思わせ、栃木県益子町の食器販売店を兼ねた古家具店である「pejite」で「益子焼の器」を展示販売させるきっかけを作った。
師である廣崎裕哉からは「古いものを良く見ろ」と言われた。そしていつの日か中国の古窯である「鈞窯」の「青」を出したい、と挑んできた。
そして目立たなくてもいい。使って飽きないものを作ることを目指し作陶を続けている。

## 主な展覧会歴
- 1976年　東京セントラル絵画館にて「円の会」出品
- 1982年　東京セントラル絵画館にて「土とガラスの文具展」出品
- 1983年　渋谷黒田陶苑にて　初個展
- 1995年　目白椿山荘 京都八坂倶楽部「橘展」出品
- 2013年　日本橋高島屋にて展示会
- 2017年　「にわのわ」アート＆クラフトフェア チバ2017　推薦
- 2019年　松屋銀座「銀座・手仕事直売所」出品
- 2020年　松屋銀座「銀座・手仕事直売所」出品
- 2020年2月　GO KASAMASHIKO via TOKYO 2020 関連企画　「阿久津忠男 ・ 阿久津雅土 2人展」（pejite 青山）
- 2022年1月　高根沢町歴史民俗資料館　「瑠璃の器～阿久津忠男展～」[12]
- 2022年3月　pejite 益子　展示会
- 2020年9月　松屋銀座「銀座・手仕事直売所」出品
- 益子春の陶器市「もえぎM'sギャラリー」阿久津忠男・阿久津雅土　二人展
- 益子秋の陶器市「茶屋　雨巻」の庭にて　阿久津忠男・阿久津雅土　二人展

## 家族
妻に窪田直史や薄田浩司に師事し、タタラ作りと絵付けを担当していた。同じく陶芸家であった阿久津久美子。

子に益子町に生まれ、大学、栃木県窯業指導所（現在の「栃木県産業技術センター 窯業技術支援センター」）を卒業した後、父と母と同じく「創作工房あくつ」の陶芸家である阿久津雅土がいる。